# Prix de Rome

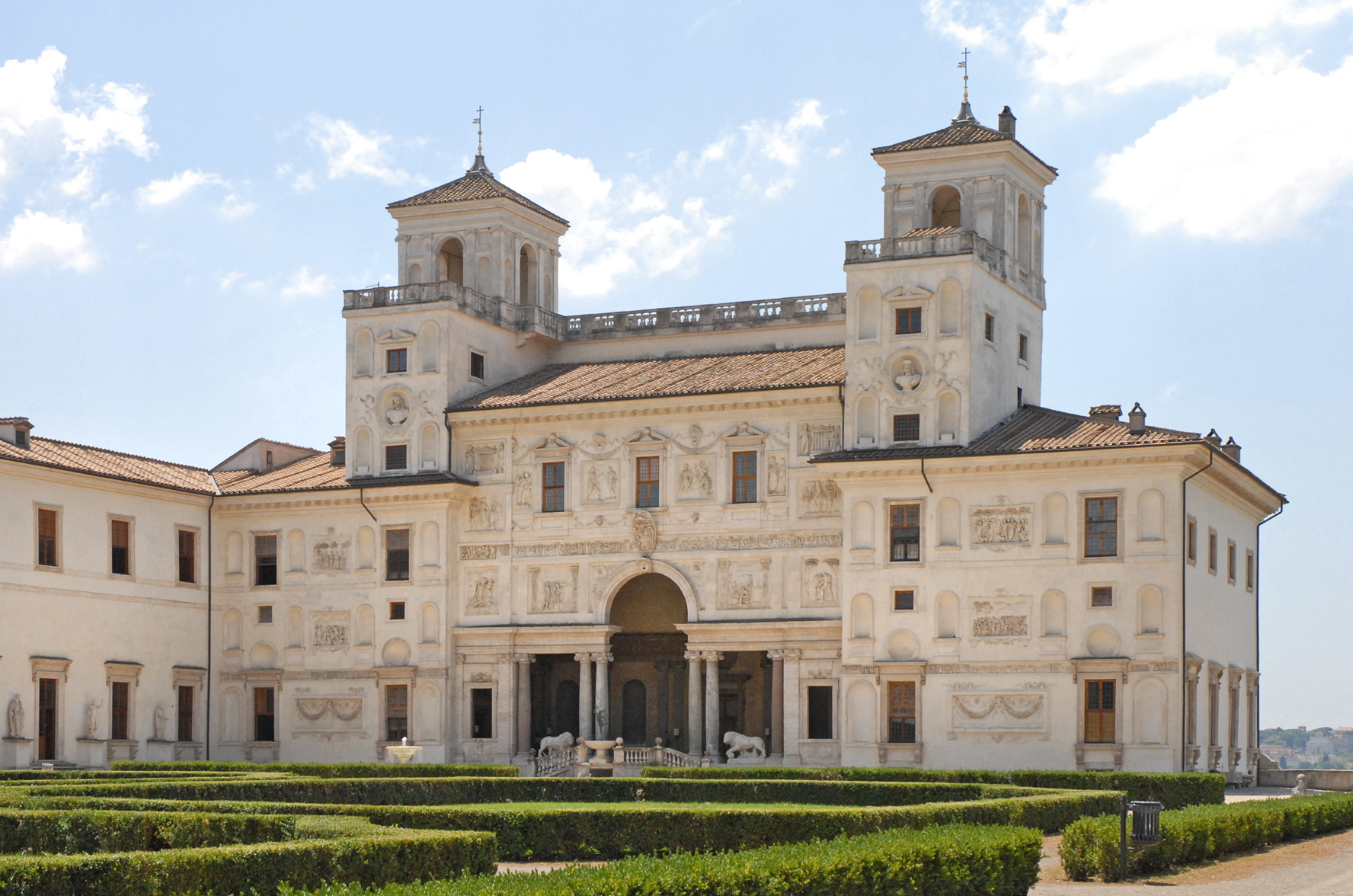
Villa Medici in Rom

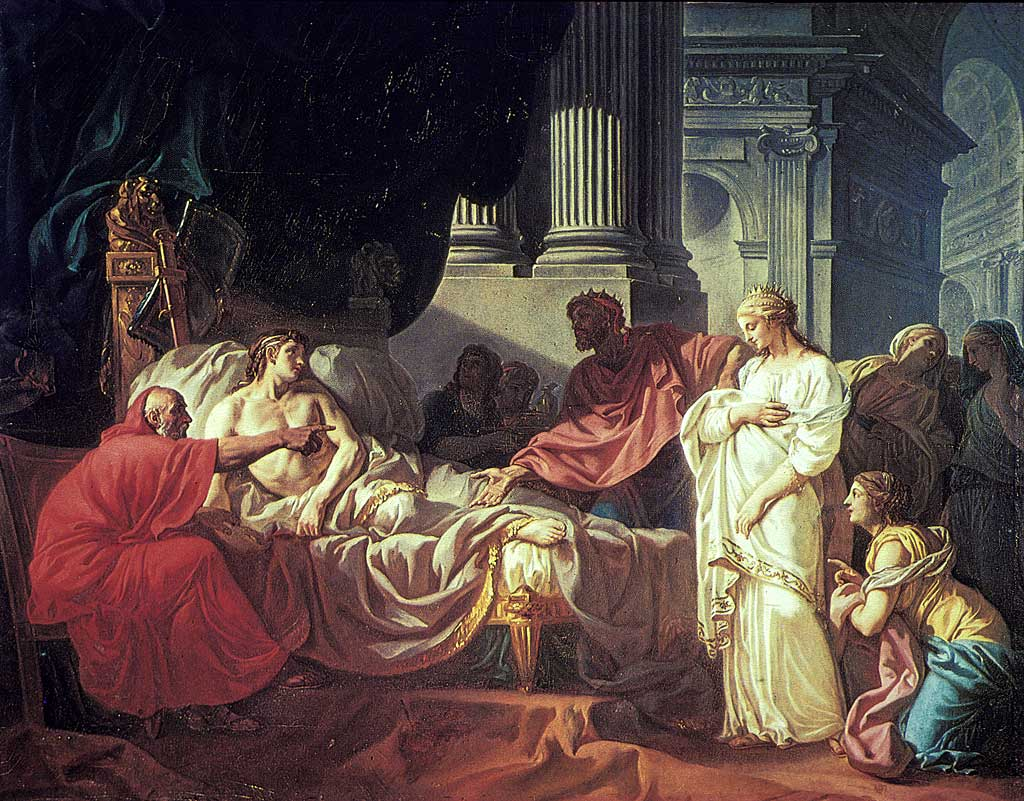
Jacques-Louis David, Der Arzt Erasistratos entdeckt die Krankheit des Antiochus, Rompreis 1774

Der Prix de Rome oder Rompreis war eine erstmals im 17. Jahrhundert von der französischen Académie royale de peinture et de sculpture an Bildende Künstler verliehene Auszeichnung, die mit einem Stipendium und einem mehrjährigen Aufenthalt in Rom verbunden war. Nach der Schließung der Académie royale (1793) schrieb die im Jahr 1803 neu gegründete Académie des Beaux-Arts den Preis und den entsprechenden Wettbewerb aus – nun auch im Studienfach Musik. Die Preisverleihungen wurden nach den Studentenunruhen im Mai 1968 eingestellt.

## Prix de Rome der Académies royales
Der Rompreis wurde vom französischen König Ludwig XIV. im Jahr 1666 ins Leben gerufen, um jungen talentierten Architekten, Malern, Radierern sowie Bildhauern das Studium der klassischen Künste in Rom, der Wiege der europäischen Kunst, zu ermöglichen. Als Sitz der zu diesem Zweck von Jean-Baptiste Colbert gegründeten Académie de France à Rome wurde zunächst das Haus des Abtes Saraca auf dem Ianiculus angemietet. Umzüge fanden 1673 in den Palazzo Caffarelli, 1685 in den Palazzo Capranica, 1725 in den Palazzo Mancini und 1803 in die Villa Medici statt. Dort residiert die Akademie bis heute: unter dem Namen Villa Médicis – Académie de France à Rome.

### Kunstpreise
Die Idee einer Preisvergabe an talentierte junge Künstler wurde bereits 1654 an der 1648 gegründeten Académie royale de Peinture et de Sculpture geboren; bis zur tatsächlichen Einrichtung sollten jedoch noch einige Jahre vergehen. 1663 setzte das Ehrenmitglied Gédéon Berbier du Metz drei Preise für die besten Schülerzeichnungen aus, 1665 reisten die ersten Preisträger nach Rom: Pierre Monier und Jean-Baptiste Corneille. Bis 1672 wurden meistens drei der eingereichten Arbeiten – i. d. R. Zeichnungen – prämiert. Die Trennung der Wettbewerbe in die beiden Klassen Malerei und Skulptur erfolgte 1673. Bis auf wenige Ausnahmen wurden jährlich zwei prix de peinture und zwei prix de sculpture verliehen. Der jeweils erste Preis war gleichbedeutend mit einem drei-, später vierjährigen Rom-Stipendium. Die beiden folgenden Listen führen einige der Gewinner des prix de Rome auf.

#### Malerei
Preisträger (Auswahl)
- 1682: Hyacinthe Rigaud
- 1721: Charles-Joseph Natoire
- 1723: François Boucher
- 1724: Carle van Loo
- 1727: Pierre Subleyras
- 1728: Jean-Charles Frontier für Hesekiel vertreibt die Idolatrie aus seinem Königreich
- 1734: Jean-Baptiste-Marie Pierre
- 1743: Joseph-Marie Vien
- 1752: Jean-Honoré Fragonard
- 1757: Louis-Jacques Durameau für Elias erweckt den Sohn der Sunamitin (École nationale supérieure des beaux-arts de Paris)
- 1768: François-André Vincent
- 1771: Joseph-Benoît Suvée
- 1772: Pierre-Charles Jombert
- 1773: Jean-François-Pierre Peyron für Der Tod des Seneca (verschollen)
- 1774: Jacques-Louis David für Der Arzt Erasistratos entdeckt die Krankheit des Antiochus[4]
- 1776: Jean-Baptiste Regnault, für Diogenius und Alexander
- 1784: Germain-Jean Drouais, auch Jean-Germain Drouais, für Christus und die Kananäerin[5]
- 1787: François-Xavier Fabre
- 1789: Anne-Louis Girodet-Trioson und Charles Meynier – erster Preis; François Gérard – zweiter Preis
- 1790: Jacques Réattu (1760–1833)

#### Skulptur
Preisträger (Auswahl)
- 1673: Jean Cornu
- 1680: Jean Joly
- 1682: Nicolas Coustou
- 1686: Pierre Legros für das Relief Noah betritt mit seiner Familie die Arche
- 1694: René Frémin
- 1722: Edmé Bouchardon
- 1725: Jean-Baptiste II. Lemoyne
- 1739: Louis-Claude Vassé
- 1740: Jacques Saly
- 1741: François Gaspard Adam
- 1748: Augustin Pajou
- 1754: Charles-Antoine Bridan
- 1757: Étienne-Pierre-Adrien Gois
- 1758: Félix Lecomte
- 1761: Jean-Antoine Houdon
- 1762: Louis-Simon Boizot (1743–1809)
- 1765: Pierre Julien
- 1772: François-Nicolas Delaistre
- 1779: Louis-Pierre Deseine
- 1781: Jacques-Philippe Le Sueur
- 1784: Antoine-Denis Chaudet
- 1788: Jacques-Edme Dumont
- 1790: François-Frédéric Lemot

### Architekturpreis
Ab 1720 kamen die besten Architekturstudenten der 1671 gegründeten Académie royale d’architecture ebenfalls in den Genuss des Prix de Rome.
Preisträger (Auswahl)
- 1725: Pierre-Étienne Le Bon
- 1732: Jean-Laurent Legeay
- 1745: Ennemond Alexandre Petitot
- 1749: François Dominique Barreau de Chefdeville
- 1752: Charles de Wailly
- 1758: Mathurin Cherpitel
- 1786: Charles Percier
- 1799: Auguste Henri Victor Grandjean de Montigny

## Prix de Rome der Académie des Beaux-Arts
Am 8. August 1793 hob der Nationalkonvent sämtliche königlichen Akademien und Gelehrtengesellschaften auf – um sie im Oktober 1795 als Institut National des Sciences et Arts, später (und heute) Institut de France, in einer Institution zu vereinen. Die Schönen Künste, zunächst noch mit der Literatur in einer Klasse verbunden, erhielten im Januar 1803 eine eigene Klasse als Académie des Beaux-Arts. Die Académie de France à Rome, seit November 1801 unter der Leitung des bereits im November 1792 nominierten flämischen Malers Joseph-Benoît Suvée, zog kurz darauf in die neu erworbene Villa Medici um. Die Wettbewerbe um die Rompreise wurden umgehend wieder aufgenommen.

### Malereipreis
Preisträger (Auswahl)
- 1797: Pierre Narcisse Guérin, Louis-André-Gabriel Bouchet und Pierre Bouillon für Der Tod des Cato von Utica
- 1801: Jean-Auguste-Dominique Ingres für Die Abgesandten des Agamemnon im Zelt des Achilles
- 1804: Joseph-Denis Odevaere, flämischer Maler, für Der Tod des Phokion
- 1807: François-Joseph Heim
- 1809: Jérôme-Martin Langlois
- 1810: Michel-Martin Drolling
- 1811: Alexandre Abel de Pujol (1785–1861)
- 1813: François-Édouard Picot und Henri-Joseph de Forestier
- 1832: Antoine Joseph Wiertz, belgischer Maler, Zeichner und Kupferstecher
- 1834: Paul Jourdy
- 1837: Thomas Couture
- 1844: Félix-Joseph Barrias
- 1845: Léon Benouville und Jules Louis Machard
- 1848: Joseph Stallaert
- 1849: Gustave Boulanger
- 1850: William-Adolphe Bouguereau und Paul Baudry
- 1854: Félix Henri Giacomotti, französischer Maler italienischer Abstammung
- 1858: Jean Jacques Henner
- 1861: Léon Perrault, Albert Girard
- 1865: André Hennebicq
- 1875: Léon Comerre, für L’Annonce aux bergers
- 1876: Joseph Wencker
- 1883: Émile Friant, für Oedipe maudissant son fils Polynice (Ödipus verflucht seinen Sohn Polyneikes)
- 1891: Hubert-Denis Etcheverry und Adolphe Déchenaud second grand prix
- 1893: Hans Anetsberger, deutscher Maler
- 1894: Adolphe Déchenaud
- 1907: Émile Aubry (1880–1964), französischer Maler, grand prix
- 1910: Lucien Mainssieux (1885–1958), französischer Maler, grand prix
- 1911: Jean-Gabriel Domerque
- 1912: Gabriel Girodon
- 1913: Robert Davaux
- 1921: Émile Beaume (1888–1967), französischer Maler, premier grand prix
- 1923: Pierre Dionisi
- 1924: René-Marie Castaing
- 1924: Charles Hoffbauer
- 1925: Odette Pauvert (1903–1966) (erste Preisträgerin)
- 1941: Piet Schoenmakers, niederländischer Maler
- 1947: Louis Vuillermoz - premier second grand prix
- 1950: Françoise Boudet und Robert Savary - premier grand prix; sowie Paul Collomb - premier second grand prix
- 1951: Daniel Sénélar - französischer Maler, premier grand prix für Das Pferd, Begleiter des Menschen[6]
- 1952: Paul Guiramand
- 1953: André Brasilier
- 1954: Armand Sinko
- 1955: Paul Ambille
- 1956: Henri Thomas
- 1957: Arnaud d’Hauterives
- 1958: Raymond Humbert
- 1959: Arlette Budy
- 1960: Pierre Carron
- 1961: Joël Moulin
- 1962: Freddy Tiffou
- 1963: Roger Blaquière
- 1964: Claude Guillemot
- 1965: Jean-Marc Lange
- 1966: Gérard-Georges Barthélémy
- 1967: Thierry Vaubourgoin
- 1968: Joël Froment

### Skulpturpreis
Preisträger (Auswahl)
- 1801: Joseph-Charles Marin und François-Dominique-Aimé Milhomme
- 1806: Pierre-François-Grégoire Giraud und Jean-Pierre Cortot
- 1809: Henri-Joseph Ruxthiel und Jean-Pierre Cortot für Marius sur les ruines de Carthage
- 1810: Jules Robert Auguste (1789–1850)
- 1811: David d’Angers
- 1812: François Rude
- 1813: James Pradier (Jean-Jacques Pradier)
- 1815: Jules Ramey
- 1817: Charles-François Lebœuf genannt Nanteuil
- 1818: Bernard Seurre genannt Seurre der Ältere
- 1819: Abel Dimier
- 1820: Georges Jacquot
- 1821: Philippe Joseph Henri Lemaire
- 1823: Auguste Dumont und Francisque Duret
- 1824: Charles-Marie-Émile Seurre genannt Seurre der Jüngere
- 1826: Louis Desprez
- 1827: Jean-Louis Jaley und François Lanno
- 1828: Antoine-Laurent Dantan genannt Dantan der Ältere
- 1829: Jean-Baptiste-Joseph Debay genannt Debay fils oder der Jüngere
- 1830: Honoré-Jean-Aristide Husson
- 1832: François Jouffroy und Jean-Louis Brian
- 1833: Pierre-Charles Simart
- 1836: Jean-Marie Bonnassieux und Auguste Ottin
- 1837: Louis-Léopold Chambard
- 1838: Nicolas-Victor Vilain
- 1839: Théodore-Charles Gruyère
- 1841: Georges Diebolt und Charles-Joseph Godde
- 1842: Jules Cavelier
- 1843: René-Ambroise Maréchal
- 1844: Eugène-Louis Lequesne
- 1845: Eugène Guillaume
- 1847: Jacques-Léonard Maillet und Jean-Joseph Perraud
- 1848: Gabriel-Jules Thomas
- 1849: Louis Roguet
- 1850: Charles-Alphonse-Achille Gumery
- 1851: Adolphe-Désiré Crauk
- 1852: Alfred-Adolphe-Édouard Lepère
- 1854: Jean-Baptiste Carpeaux
- 1855: Henri-Michel-Antoine Chapu und Amédée Doublemard
- 1856: Henri-Charles Maniglier
- 1857: Joseph Tournois
- 1859: Alexandre Falguière und Louis-Léon Cugnot
- 1860: Barthélemy Raymond
- 1861: Justin-Chrysostome Sanson
- 1862: Ernest-Eugène Hiolle
- 1863: Charles-Arthur Bourgeois
- 1864: Eugène Delaplanche und Jean-Baptiste Deschamps
- 1865: Louis-Ernest Barrias
- 1868: Marius-Jean-Antoine Mercié und Edme-Antony-Paul Noël genannt Tony Noël
- 1869: André-Joseph Allar
- 1870: Jules-Isidore Lafrance
- 1871: Laurent Marqueste
- 1872: Jules Coutan
- 1873: Jean-Antoine-Marie Idrac
- 1874: Jean-Antoine Injalbert
- 1875: Dominique-Jean-Baptiste Hugues
- 1876: Alfred-Désiré Lanson
- 1877: Alphonse-Amédée Cordonnier
- 1878: Edmond Grasset
- 1879: Léon Fagel
- 1880: Émile-Edmond Peynot
- 1881: Jacques-Théodore-Dominique Labatut
- 1882: Désiré-Maurice Ferrary
- 1883: Henri-Édouard Lombard
- 1884: Denys Puech
- 1885: Joseph-Antoine Gardet
- 1886: Paul-Gabriel Capellaro
- 1887: Edgar-Henri Boutry
- 1888: Louis-J. Convers
- 1889: Jean-Charles Desvergnes
- 1890: Paul-Jean-Baptiste Gasq
- 1891: François-Léon Sicard
- 1892: Hippolyte-Jules Lefebvre
- 1893: Aimé-Jérémie-Delphin Octobre
- 1894: Constant-Ambroise Roux
- 1895: Hippolyte-Paul-René Roussel genannt Paul-Roussel
- 1896: Jean-Baptiste-Antoine Champeil
- 1897: Victor Segoffin
- 1898: Camille Alaphilippe
- 1899: André-César Vermare
- 1900: Paul-Maximilien Landowski
- 1901: Henri Bouchard (1875–1960)
- 1913: Nicolaus Wendelin Schmidt (1883–1954)
- 1919: César Schroevens Troisième prix
- 1932: Henri Lagriffoul
- 1935: Alphonse Darville
- 1936: André Greck
- 1954: Jacqueline Bechet-Ferber

### Architekturpreis
Preisträger (Auswahl)
- 1808: Achille Leclère
- 1819: Martin-Pierre Gauthier
- 1823: Félix Duban
- 1824: Henri Labrouste
- 1826: Léon Vaudoyer
- 1833: Victor Baltard
- 1840: Théodore Ballu
- 1841: Alexis Paccard
- 1845: Félix Thomas
- 1848: Charles Garnier
- 1850: Victor Louvet
- 1854: Émile Vaudremer
- 1864: Julien Guadet
- 1866: Jean-Louis Pascal
- 1869: Charles Louis Ferdinand Dutert
- 1870: Albert-Félix-Théophile Thomas
- 1877: Henri-Paul Nénot
- 1878: Victor Laloux
- 1880: Charles Girault
- 1881: Henri Deglane
- 1886: Albert Louvet - premier second grand prix
- 1888: Joseph-Albert Tournaire
- 1892: Guillaume Tronchet
- 1899: Tony Garnier
- 1902: Henri Prost
- 1923: Jean-Baptiste Mathon
- 1928: Georges Dengler
- 1955: Ngô Viết Thụ

### Musikpreis
Im Jahr 1803 weitete man die Vergabe des Prix de Rome auf den Bereich der Musik aus. Von da an wurde er jährlich verliehen. Voraussetzung war das Studium am Pariser Konservatorium, und in einer mehrphasigen Ausscheidung konnten die Musikstudenten mit einer abschließenden Kantaten-Komposition (auf einen vorgegebenen Text) dieses renommierte und äußerst begehrte Stipendium gewinnen. Während ihres Aufenthalts mussten die Stipendiaten jährlich ein weiteres Musikstück einreichen, das von den Mitgliedern der Académie bewertet wurde. Zahlreiche namhafte Komponisten gewannen diesen begehrten Preis. Im Jahr 1968 wurde der Wettbewerb abgeschafft, seit 1971 werden jedoch wieder Stipendien der Akademie verliehen.
Der Preis wurde in vier Abstufungen verliehen, die nicht alle in jedem Jahr verliehen wurden: „premier Premier Grand Prix“ (1. Hauptpreis), „deuxième Premier Grand Prix“ (2. Hauptpreis), „premier Second Grand Prix“ (1. Zweiter Preis) und „deuxième Second Grand Prix“ (2. Zweiter Preis). Dass die Jury sich auch irren kann und nicht jeder Anwärter auf den musikalischen Rompreis zu Recht in seiner künstlerischen Leistung gewürdigt wird, zeigt sich am Beispiel von Maurice Ravel, der sich fünfmal bewarb und ihn nie bekommen hat. Beim ersten Versuch 1900 und beim letzten Versuch 1905 (1904 probierte er es nicht) schied er bereits in der Vorrunde aus. 1905 führte dies zu einem solch großen Skandal, dass Théodore Dubois, der Leiter des Pariser Konservatoriums, zurücktreten musste.
Preisträger (Auswahl)
- 1806 Guillaume Bouteiller für Héro et Léandre
- 1812 Ferdinand Hérold für La Duchesse de la Vallière ou Mlle de Lavallière
- 1819 Fromental Halévy für Herminie (1. Hauptpreis)
- 1825 Adolphe Adam (2. Zweiter Preis)
- 1830 Hector Berlioz (1. Hauptpreis) und Alexandre Montfort (2. Hauptpreis) für „Sardanapale“
- 1832 Ambroise Thomas für Hermann et Ketty (1. Hauptpreis)
- 1834 Antoine Elwart für die Kantate L’Entrée en loge
- 1835 Ernest Boulanger für Achille (1. Hauptpreis)
- 1836 Xavier Boisselot für Kantate Velléda (1. Hauptpreis)
- 1839 Charles Gounod für Fernand (1. Hauptpreis)
- 1841 Aimé Maillart (1. Hauptpreis)
- 1844 Victor Massé (1. Hauptpreis)
- 1851 Eduard Lassen
- 1852 Léonce Cohen (1. Hauptpreis)
- 1854 Adrien Barthe (1. Hauptpreis)
- 1857 Georges Bizet (1. Hauptpreis)
- 1863 Jules Massenet (1. Hauptpreis)
- 1871 Gaston Serpette (1. Hauptpreis)
- 1881 Alfred Bruneau (1. Zweiter Preis)
- 1884 Claude Debussy (1. Hauptpreis)
- 1887 Gustave Charpentier (1. Hauptpreis)
- 1888 Camille Erlanger (1. Hauptpreis); Paul Dukas (1. Zweiter Preis)
- 1900 Florent Schmitt (1. Hauptpreis)
- 1901 André Caplet (1. Hauptpreis); Maurice Ravel (2. Zweiter Preis)
- 1908 André Gailhard (1. Hauptpreis); Nadia Boulanger für La Sirène (1. Zweiter Preis)
- 1909 Jules Mazellier für La Roussalka (1. Hauptpreis)
- 1913 Lili Boulanger (1. Hauptpreis)
- 1914 Marcel Dupré (1. Hauptpreis)
- 1919 Jacques Ibert (1. Hauptpreis)
- 1924 Robert Dussaut (1. Hauptpreis)
- 1925 Louis Fourestier (1. Hauptpreis)
- 1929 Elsa Barraine (1. Hauptpreis für Kantate La vierge guerrière)
- 1934 Eugène Bozza (1. Hauptpreis)
- 1938 Henri Dutilleux (1. Hauptpreis)
- 1947 Elsa Barraine (1. Hauptpreis für 2. Sinfonie)
- 1965 Monique Cecconi-Botella (1. Hauptpreis)
- 1967 Michel Rateau (1. Hauptpreis)
- 1968 Alain Louvier (1. Hauptpreis); Édith Lejet (1. Zweiter Preis); Alain Abbott (2. Zweiter Preis)

## Prix de Rome für Musik in Belgien
Nach französischem Vorbild führte François-Joseph Fétis 1841 in Belgien einen Prix de Rome für Komposition ein, dieser wurde bis 1973 vergeben, Pflichtwerk war eine Kantate.
Preisträger (Auswahl)
- 1841 - Kantate „Sardanapale“ - 1. Preis Étienne Soubre
- 1847 - Kantate „Le Roi Lear“ - 1. Preis François-Auguste Gevaert
- 1851 - Kantate „Le festin de Balthazar“ - 1. Preis Eduard Lassen
- 1859 - Kantate „Le juif errant“ - 1. Preis Jean-Théodore Radoux
- 1863 - Kantate „Paul et Virginie“ - 1. Preis Joseph Dupont
- 1865 - Kantate „La fille de Jephté“ - 1. Preis Gustave Huberti
- 1873 - Kantate „La mort du Tasse“ - 1. Preis Franz Servais
- 1877 - Kantate „De Klokke Roeland“ - 1. Preis Edgar Tinel
- 1879 - Kantate „Le Chant de la Création“ - 1. Preis Sylvain Dupuis
- 1889 - Kantate „Sinaï“ - 1. Preis Paul Gilson
- 1891 - Kantate „Andromède“ - 2. Preis Guillaume Lekeu
- 1897 - Kantate „Comala“ - 1. Preis Joseph Jongen
- 1901 - Kantate „Œdipe à Colone“ - 1. Preis Adolphe Biarent
- 1903 - Kantate „La Chanson d’Halewyn“ - 1. Preis Albert Dupuis
- 1905 - Kantate „La mort du roi Reynaud“ - 1. Preis Louis Delune
- 1913 - Kantate „Les fiancés de Noël“ - 1. Preis Léon Jongen
- 1922 - Kantate „La Guerre“ - 2. Preis Jean Absil
- 1935 - Kantate „Le Vieux Soudard“ - 1. Preis René Defossez
- 1943 - Kantate „La Navigation d’Ulysse“ - 2. Preis Pierre Froidebise